# دانشگاه آزاد اسلامی واحد علوم و تحقیقات تهران
دانشگاه آزاد اسلامی واحد علوم و تحقیقات تهران، یکی از واحدهای دانشگاه آزاد اسلامی و واحدی تحقیقاتی و خصوصی است که   در غرب بلوار سیمون بولیوار در شمال غرب تهران (منطقه ۵ تهران) با مساحتی بالغ بر۵۳ هکتار واقع شده است. این واحد یکی از بزرگ‌ترین دانشگاه‌های مستقل کشور هم از لحاظ وسعت و هم از لحاظ جمعیت می‌باشد و این دانشگاه در پایگاه سیویلیکا یا همان سایت مرجع دانش در کشور، بعد از دانشگاه تهران البته بدون در نظر گرفتن دانشگاه‌هایی که همه مراکز و شعبه‌های خود را با هم متمرکز نموده‌اند و دیگر یک واحد جدا نیستند در رتبه دوم نسبت به کل دانشگاه‌های دولتی (سراسری) و غیردولتی کشور قرار گرفته است که تا انتهای سال ۱۴۰۱ شمسی، این دانشگاه بیشتر از ۴۴ هزار مقاله منتشر نموده است و از این جهت دانشگاه علوم و تحقیقات تهران در تولید علم در کشور با همه امکانات و توان خود سهیم بوده است.
این دانشگاه در جوار سازمان مرکزی دانشگاه آزاد اسلامی قرار گرفته است. این واحد، یک دانشگاه جامع مستقل و برترین و بزرگ‌ترین واحد دانشگاه آزاد اسلامی محسوب می‌گردد و دارای مراکز متعدد تحقیقاتی و آزمایشگاهی است که بیشتر رشته‌های آموزشی را در سطوح کارشناسی، کارشناسی ارشد و دکتری تخصصی و حرفه‌ای که به بیش از ۵۰۰۰۰ دانشجو ارائه می‌دهد (تمرکز این واحد دانشگاهی بیشتر در مقاطع تحصیلات تکمیلی است) و بسیاری از چهره‌های مطرح و استادان دانشگاهی فارغ‌التحصیل این واحد دانشگاهی هستند. کارکنان آکادمیک شامل بیش از ۱۰۰۰ استاد تمام وقت، پاره وقت و مدعو، در رشته‌های مختلف می‌باشند که برخی از آنها از مفاخر علمی و مطرح کشور هستند، همچنین در اوایل تابستان سال ۱۴۰۱شمسی، دانشگاه علوم و تحقیقات تهران در رتبه‌بندی۲۰۲۲ لایدن هلند، در بین تمامی دانشگاه‌های سراسری و آزاد در رتبه ۱۰ کل کشور درمعیار مرجعیت علمی این رنکینگ قرار گرفت و این واحد دانشگاهی، مثل سالهای قبل در جایگاه اول دانشگاه‌های آزاد ایستاد و در سایت لایدن، رتبه دانشگاه علوم و تحقیقات تهران نسبت به بقیه دانشگاه‌های جهان ۵۹۶ در این معیار رتبه‌بندی بود که همواره برنامه و کوشش این دانشگاه بهبود رتبه خود در داخل و جهان و همچنین تولید علم در سطح گسترده است.
دانشگاه علوم و تحقیقات تهران دارای بزرگ‌ترین کتابخانه دانشگاهی ایران با بیش از یک میلیون کتاب و وسیع‌ترین پارکینگ طبقاتی در تهران است.
تمام مراحل آموزشی و تحقیقاتی دانشگاه علوم و تحقیقات تهران، مطابق با آخرین مصوبات و شاخصه‌های آموزشی شورای عالی برنامه‌ریزی دانشگاه آزاد اسلامی و وزارت علوم، تحقیقات و فناوری است و به عنوان نمونه می‌توان به ثبت چندین اختراع توسط دانشجویان این واحد در کشور و چندین مرکز علمی مثل بانک ژن جهانی اشاره داشت.

## دانشکده‌ها
- دانشکده فنی و مهندسی
- دانشکده علوم و فناوری‌های پزشکی
- دانشکده مهندسی مکانیک، برق و کامپیوتر
- دانشکده مهندسی هوافضا
- دانشکده علوم و فناوری‌های همگرا (علوم پایه)
- دانشکده علوم دامپزشکی
- دانشکده زبان و ادبیات
- دانشکده مهندسی نفت
- دانشکده علوم و مهندسی صنایع غذایی
- دانشکده علوم انسانی و اجتماعی
- دانشکده محیط زیست و انرژی
- دانشکده علوم و فنون دریایی
- دانشکده مدیریت و اقتصاد
- دانشکده مهندسی مواد
- دانشکده فیزیک
- دانشکده عمران و معماری و هنر
- دانشکده کشاورزی و منابع طبیعی
- دانشکده حقوق و علوم سیاسی
- دانشکده الهیات و فلسفه

## افتخارات
دانشگاه علوم و تحقیقات تهران کاملاً مستقل است و بزرگ‌ترین واحد دانشگاه آزاد اسلامی است و ظرفیت دانشگاه علوم و تحقیقات تهران بالای ۵۳ هزار نفر می‌باشد و برنامه این دانشگاه تولید علم در سطح گسترده می‌باشد.
براساس نظام رتبه‌بندی سایمگو در سال ۲۰۲۲، واحد علوم و تحقیقات از لحاظ رتبه‌بندی در رتبه اول واحدهای دانشگاه آزاد اسلامی و نیز جایگاه ۶۴۷ جهانی، جایگاه ۳۷۹ تحقیقاتی، ۴۱۶ نوآوری و ۲۳۱ اجتماعی در جهان، قرار گرفته است.
بر اساس نظام رتبه‌بندی لایدن (هلند) در سال ۲۰۱۸، واحد علوم و تحقیقات در بین همه دانشگاه‌های سراسری و غیر سراسری ایران در کلیه معیارهای این رنکینگ در رتبه زیر بیست کل کشور قرار گرفت و دربین دانشگاه‌های جهان رتبه زیر هفتصد را کسب نمود و از این جهت نیز پیشتاز است.
همچنین در رتبه‌بندی۲۰۲۲ لایدن هلند که در تابستان ۱۴۰۱ شمسی در کشور نتایج آن منتشر شد، این دانشگاه در کلیه معیارهای لایدن خیلی خوب ظاهر شد به عنوان مثال دانشگاه علوم و تحقیقات تهران در معیار مرجعیت علمی در بین دانشگاه‌های دولتی (سراسری) و غیردولتی رتبه ۱۰ کشوری را کسب نمود و همچنان نسبت به دیگر دانشگاه‌های آزاد در جایگاه اول بود و در همان سال ۲۰۲۲ میلادی، سایت لایدن جایگاه ۵۹۶ در بین کل دانشگاه‌های جهان را بنام دانشگاه علوم و تحقیقات تهران در این معیار رتبه‌بندی ثبت نمود. در سال۲۰۲۳ میلادی در رتبه‌بندی لایدن، دانشگاه علوم و تحقیقات تهران همچنان در این رنکینگ در لیست ۲۰ دانشگاه برتر کشور در بین همه دانشگاه‌های دولتی و غیردولتی در تمامی معیارهای این رنکینگ به خصوص مرجعیت علمی بود و همچنان در رتبه اول در بین تمامی دانشگاه‌های آزاد کشور بود و مثل چند سال گذشته رتبه مناسبی در داخل کشور و جهان داشت.
و در نظام رتبه‌بندی SciVision دربین دانشگاه‌های ایران، جایگاه خوبی را به خود اختصاص داده است. همچنین براساس نظام وبومتریک در جایگاه مناسبی است.
درنظام رتبه‌بندی گرین‌متریک در سال ۲۰۱۷ که مربوط به مسائل زیست‌محیطی (دانشگاه‌های سبز) است این واحد دانشگاهی رتبه خوبی در جهان به دست آورد.

## اطلاعات

### تعداد رشته
این دانشگاه دارای مراکز متعدد تحقیقاتی و آزمایشگاهی است و نیز در ۵۰۲ رشته شامل ۱۷۲ رشته دکتری، ۲۰۶ رشته کارشناسی ارشد، ۲۶ رشته کارشناسی و یک رشته دکتری حرفه‌ای (دکتریٰ حرفه‌ای دامپزشکی عمومی) دانشجو می‌پذیرد و تمام رشته - گرایش‌های این واحد مورد تأیید وزارت علوم، تحقیقات و فناوری و وزارت بهداشت، درمان و آموزش پزشکی می‌باشد. همچنین طراحی سایت این مجموعه توسط شرکت کشن انجام شده است.

### مجلات
در این دانشگاه ۴۸ مجله آی‌اس‌آی، علمی، پژوهشی و ترویجی در سطح این واحد منتشر می‌شود که در این میان مجله آی‌جی‌ای‌اس‌تی دانشکده محیط زیست و انرژی از نظر کیفی در جایگاه اول در کشور قرار دارد.

## امکانات دانشگاه

### کتابخانه مرکزی و مرکز اسناد (ساختمان دکتر حبیبی)
این دانشگاه دارای بزرگ‌ترین کتابخانهٔ دانشگاهی ایران با وسعت ۴۶٬۰۰۰ متر مربع دارای در مجموع ۱۵۷٬۰۰۰ عنوان کتاب، ۲۰٬۰۰۰ جلد کتاب مرجع، ۳۸٬۰۰۰ پایان‌نامه تحصیلات تکمیلی واحد و بالغ بر ۴۷٬۰۰۰ پایان‌نامه از فارغ التحصیلان سایر واحدهای دانشگاه آزاد اسلامی، ۱٬۳۰۰٬۰۰۰ عنوان کتاب الکترونیک به زبان لاتین و بیش از ۱۵ میلیون مقاله تخصصی (E-J) به زبان لاتین را در خود جای داده است. کتابخانه مرکزی دانشگاه آزاد اسلامی در سال ۱٬۳۷۶ هم‌زمان با انتقال به منطقه حصارک به منظور تحقق اهداف علمی، پژوهشی و تحقیقاتی فعالیت خود را آغاز نمود. در حال حاضر این کتابخانه در مساحتی به وسعت ۱٬۴۵۰ متر مربع در پنج سالن و در سه گروه تشکیلاتی شامل: مدیریت، گروه خدمات فنی و کتابخانه دیجیتالی و گروه خدمات کتابداری فعالیت می‌کند. رده‌بندی کتاب‌های کتابخانه بر اساس نظام رده‌بندی کتابخانه کنگره (.L.C) است که شامل منابع چاپی و غیر چاپی در همه زمینه‌های علوم بشری است. واحد علوم و تحقیقات دارای یک کتابخانه مرکزی و ۱۷ کتابخانه دانشکده‌ای می‌باشد. کتابخانه مرکزی واحد علوم و تحقیقات دارای ۶۴٬۸۵۰ جلد کتاب فارسی و ۷۹٬۳۱۱ جلد کتاب لاتین است. در مجموع کتابخانه‌های این واحد (شامل کتابخانه مرکزی و ۱۵ کتابخانه دانشکده‌ای) دارای تعداد ۱۳۵٬۲۰۴ جلد کتاب فارسی و ۱۳۳٬۴۳۳ جلد کتاب لاتین می‌باشند. همچنین تعداد ۳۰٬۸۵۶ عنوان پایان‌نامه تحصیلات تکمیلی (مقاطع کارشناسی ارشد و دکتری) مربوط به فارغ‌التحصیلان واحد علوم و تحقیقات و ۴۳٬۷۹۵ عنوان پایان‌نامه تحصیلات تکمیلی سایر واحدهای دانشگاه آزاد اسلامی در این کتابخانه وجود دارند که سال به سال برتعداد آنها افزوده می‌شود. ۴۰ نفر نیروی انسانی متخصص، در فضایی بالغ بر ۳٬۶۳۲ متر مربع که شامل طبقهٔ ۲- الی ۵ در چهار بلوک می‌باشد به بیش از ۷٬۰۰۰ نفر عضو فعال این مجموعه خدمات‌رسانی می‌نمایند..

### مجموعه ورزشی فتح
مجموعه ورزشی فتح در واحد علوم تحقیقات با امکان فعالیت برای بیش از ۳۰ رشته ورزشی و با تسهیلات و تخفیف‌های ویژه برای دانشجویان، استادان و همکاران و با برگزاری مسابقات مختلف، فضایی با نشاط را برای علاقه‌مندان فعالیت‌های ورزشی فراهم نموده است. این مجموعه شامل سالن ورزشی به مساحت ۱٬۷۰۰ مترمربع با گنجایش ۱٬۰۰۰ نفر تماشاچی جهت برگزاری مسابقات والیبال- هندبال- فوتسال و بسکتبال سالن‌های بدنسازی، کشتی، رزمی، وزنه‌برداری، تیراندازی، زمین اسکواش، استخر و سونای سرپوشیده است.

### مرکز تحقیقات فیزیک پلاسما
مرکز تحقیقات فیزیک پلاسما یکی از دو مرکز تحقیقاتی در زمینه گداخت هسته‌ای در ایران است.
از مهم‌ترین تجهیزات آزمایشگاهی این مرکز می‌توان به موارد زیر اشاره کرد:
- توکاماک (IR-T۱)
- دستگاه کاشت یونی
- اسپکترومتری جرمی یون ثانویه (SIMS)
- ، دستگاه میکروسکوپ پروب روبشی (SPM)
- اسپکتروفوتومتری
- میکروسکوپ نوری- آنالیز تصویری
- آزمایشگاه تفنگ الکترونی
- آزمایشگاه کندوپاش

### هتل فرهیختگان
هتل فرهیختگان دارای موارد ذیل می‌باشد:
- متراژ بنا: ۴۴٬۴۳۵ مترمربع
- هتل: ۳۸٬۷۲۱ مترمربع
- تعداد طبقات: ۱۳
- ورزشی: ۲٬۲۴۲ مترمربع
- تعداد طبقات: ۳
- پارکینگ: ۳٬۴۷۲مترمربع
- تعداد طبقات: ۱
- تعداد سوئیت‌ها: ۸۸
- تعداد اتاق‌ها: ۲۶۲

### پارکینگ طبقاتی
این دانشگاه دارای بزرگ‌ترین پارکینگ طبقاتی تهران است که به جز برای دانشجویان، استادان و کارمندان برای سایر عموم آزاد نیست.

### مرکز اسلامی پیامبر اعظم
احداث بزرگ‌ترین مرکز اسلامی دانشگاهی با عنوان پیامبر اعظم در محوطه‌ای به مساحت ۱۰ هزار متر مربع با دارا بودن بخش‌های پژوهشی، تحقیقاتی و اداری یک گام بزرگ فرهنگی است تا از این طریق به تحقیق و تعمیق بیشتر اسلام‌شناسی و شیعه‌شناسی در سطح منطقه و دنیا پرداخته شود. لازم است ذکر شود این مرکز دارای مسجد امام علی می‌باشد ولی قرارگیری این مسجد در جایی خارج از دسترس و نداشتن قرابت باهیچ دانشکده ای خود منتقدان زیادی دارد

### مرکز تحقیقات سلامت
مرکز تحقیقات سلامت برای نخستین بار با هدف فرهنگ‌سازی خود مراقبتی ویژه دانشجویان، استادان و کارکنان راه‌اندازی شده است.

### مرکز تحقیقات کشاورزی و منابع طبیعی
یکی از مراکز تحقیقاتی قابل‌توجه کشور واقع در سربندان شهر دماوند که در شهریور ۱۳۹۵ به بهره‌برداری رسیده است. این مرکز تحقیقاتی، دارای آزمایشگاه‌هایی نظیر فیتوشیمی، میکروبیولوژی کشاورزی، حشره‌شناسی، نماتدولوژی، آبزیان و فرآوری، ژنومیک و پروتئومیک، کشت بافت، علوم دامی، باغبانی، علوم آب و خاک، کلینیک گیاهپزشکی، آزمایشگاه کشت بافت و غیره است. این مرکز به صورت شبانه‌روزی آماده خدمت‌رسانی به دانشجویان، پژوهشگران، متخصصان، کشاورزان و باغداران است. دراین مرکز از افراد کارآفرین و صاحبان ایده‌های جدید در بخش کشاورزی که ایده‌های آن‌ها دارای مزیت اقتصادی بوده و قابلیت تجاری‌شدن را دارا باشند، حمایت و تشویق می‌شوند.

### بیمارستان دامپزشکی
این بیمارستان آموزشی و پژوهشی در غرب استان تهران، در شمال شهریار (جنب شهر اندیشه) که درسال ۱۳۸۵ به مساحت ۱۵٬۰۰۰ متر مربع فعالیت خود را آغاز کرد که تنها بیمارستان دامپزشکی در غرب استان تهران است که به دامداران و مرغداران خدمات تشخیصی و درمانی تخصصی ارائه می‌دهد و نیز مزرعه آموزشی به مساحت ۵٬۰۰۰متر مربع که در شهر صفادشت ملارد واقع شده است

### درمانگاه دامپزشکی
درمانگاه دام‌های کوچک و حیوانات خانگی بسیار مجهز و پیشرفته که در محله سعادت آباد تهران واقع شده است.

### مترو و BRT
این دانشگاه در آینده با احداث خط ۱۰ متروی تهران دارای ایستگاه مترو می‌شود و هم‌اکنون دارای خط بی‌آرتی از میدان آزادی (پایانه آزادی) تا دانشگاه آزاد اسلامی واحد علوم و تحقیقات است.

## حوادث
در ۴ دی ۱۳۹۷ یک دستگاه اتوبوس براثر نقص فنی درسیستم ترمز در محوطه این دانشگاه، واژگون شد و بر اثر آن ۱۰ نفر کشته و ۲۷ نفر زخمی شدند. در پی این حادثه سید علی خامنه‌ای و سران قوای سه‌گانه ایران پیام تسلیت صادر کردند. در تاریخ ۶ دی‌ماه کمیته ویژه پیگیری این سانحه اعلام کرد، معاون دانشجویی، مدیرکل دانشجویی، سرپرست معاونت اداری و مالی، مدیرکل اداری و مسئول ترابری دانشگاه آزاد اسلامی واحد علوم و تحقیقات تهران به دلیل سوء مدیریت و قصور، اخراج و به مراجع قانونی و قضایی معرفی شدند.در پی وقوع این حادثه، جمعی از دانشجویان دانشگاه آزاد واحد علوم و تحقیقات در تاریخ ۸ دی‌ماه با برگزاری تجمع در این دانشگاه، خواستار استعفا و عذرخواهی علی اکبر ولایتی و رئیس دانشگاه آزاد و برخورد با مسئولان خاطی شدند.
امیر محجوب، مدیر روابط عمومی دانشگاه آزاد در شبکه ایکس (توییتر) بدون ذکر دلیل تنش بین این دانشجو و حراست دانشگاه آزاد و برخورد حراست با او بیان کرد که «انگیزه عمل و دلایل اقدام این دانشجو در دست بررسی است» اما در همان مطلب ادعا کرد که «در کلانتری و با بررسی تیم‌های پزشکی مشخص شد که وی تحت فشار روحی شدید و دارای اختلالات روان بوده است.» به ادعای رسانه‌های وابسته به جمهوری اسلامی ایران در یک فیلم منتشر شده که فرد صورتش را تار و غیرقابل مشاهده کرده است و خودش را همسر آهو دریایی معرفی می‌کند از «مردم» می‌خواهد فیلم همسر سابقش که از او طلاق گرفت را انتشار ندهند چراکه مادر ۲ کودک است و با آبروی وی بازی می‌شود
- سازمان عفو بین‌الملل در شبکه اجتماعی «ایکس» از مقامات جمهوری اسلامی ایران خواست که «فوراً و بدون قید و شرط» این دانشجوی دانشگاهی را آزاد کنند.[۳۲]
- مهدیه گلرو در این مورد نوشت: «دختر علوم و تحقیقات اسم ندارد، نامش زن‌بودن در ایران است، نامش نیکا، سارینا و حدیث است. نامش زن، زندگی، آزادی ست.»[۳۲]
- گزارشگر ویژه سازمان ملل (مای ساتو) در مورد وضعیت حقوق بشر ایران اعلام کرد که موضوع دختری که در اعتراض به حجاب اجباری در دانشگاه علوم و تحقیقات تهران لباس از تن درآورد را به دقت زیر نظر دارد.[۳] او همچنین با بازنشر ویدئویی که حضور اعتراضی این زن با لباس زیر در محوطه دانشگاه را نشان می‌دهد، شامگاه شنبه ۱۲ آبان در شبکه اجتماعی ایکس نوشت: «من این حادثه، و همچنین پاسخ مقام‌های ایران، را به دقت رصد خواهم کرد».[۳]
- کتایون ریاحی —بازیگر سینمای ایران— که خود در دوران زمان خیزش «زن، زندگی، آزادی» با برداشتن حجاب اجباری از معترضان حمایت کرده و با فشار نیروهای امنیتی نظام جمهوری اسلامی مواجه شده بود، در حساب اینستاگرام خود با انتشار عکس برهنه این دختر در این اقدام اعتراضی نوشت: به یکدیگر را تنها نمی‌گذاریم.[۳۳]